# Adam Sarota
Adam Tomek Sarota (* 28. prosince 1988, Gordonvale, Austrálie) je australský fotbalový záložník a reprezentant s polskými kořeny, který od léta 2014 hostuje v klubu Brisbane Roar z nizozemského FC Utrecht.
Je držitelem polského a australského pasu. Jeho otec Tony emigroval z Polska do Austrálie v roce 1980.

## Klubová kariéra
V dubnu 2010 podepsal společně s krajany a spoluhráči z Brisbane Roar Tommy Oarem a Michaelem Zullem kontrakt v nizozemském klubu FC Utrecht.

## Reprezentační kariéra
V roce 2010 byl ve svých 21 letech pozván do kempu Polské fotbalové asociace pro případné připojení se k polské reprezentaci. Adam však preferoval australský národní tým.
V A-mužstvu Austrálie přezdívaném Socceroos debutoval 10. srpna 2011 v přátelském zápase proti týmu Walesu (výhra 2:1).